# 風に薫る夏の記憶
『風に薫る夏の記憶』（かぜにかおる なつのきおく）は、日本の音楽グループ・AAAによる2014年の楽曲。

## 概要
- 2014年6月4日、既にイトーヨーカドーのブランド「恋☆浴衣」、「COOL STYLE」のTVCMソングとなる『風に薫る夏の記憶』のデジタル配信が開始された[3]。
- 2014年7月2日、avex traxが発売した41stシングル「Wake up!」にて収録されるカップリング曲[4]。同日、待ち続けているミュージック・ビデオがYouTubeにて公開された[5]。
- 2014年10月1日、交響曲第9番を主題とした発売された9thオリジナル・アルバム「GOLD SYMPHONY」にて第9曲[6]。
- 2015年5月7日、デビュー10周年の初海外ツアーをする頃にはMTVチャンネル音楽番組によるグループの紹介曲及び海外での代表作として流されていた[7]。
- 2015年9月16日、デビュー10周年の集大成となるベスト曲の1つが「AAA 10th ANNIVERSARY BEST」にて収録された[8]。
- 2015年9月18日、放送された「めざましテレビ」では、メンバーによる最も推奨する7曲目の1曲を選ぶ[9]。

## 音楽性・エピソード
- 夏には清涼感のある楽曲と並びに、胸キュン・切ないの感情に合わせた歌詞と紡いのミディアム・テンポのバラード[3]。
- 10年前の2004年夏、宇野実彩子は高校から卒業した元彼氏に面倒をかけない、彼が学業に専念できるのために別れるを選んだ[10]。2011年、『レコ☆Hits!』にメールアドレスを取得してから交際を開始するまでの過程が「誘わせる」「2人の距離を縮める」「告白させる」3つに分ける喜劇として描いていた[10]。2014年ミュージック・ビデオで「2人の距離を縮める」を再現して、高校時代の同級生・田中えみがあの夏から別れた10年後の自分に演じる[11]。AAAにおいて、メンバー以外のキャストが中心となる初めて作品[12]。
- この曲を気に入る有名人、芸能人の前山剛久[13]・今野鮎莉[14]・関紫優[15]・里田まい[16]、iDOL Streetの米満梨湖[17]・横山奈央[18]・森川莉央[19]、BOYS AND MENの若菜太喜[20]・北川せつら[21]、モーニング娘。の生田衣梨奈[22]、Caratの萩原優芽[23]。横山奈央では、寝たい時やリラックスしたい時に聞く音楽を選ぶ[24]。沖本里緒は、夏といえば浴衣着て曲なイメージで、浴衣・うち・縁日なんて想像しながら涼もっとを語る[25]。

## 作品

### シングル
風に薫る夏の記憶
- 作詞：森月キャス
- 作曲：大西克巳
- 編曲：清水武仁
- ラップ詞：日高光啓
- リードボーカル

イントロ（頭サビ）：宇野実彩子・伊藤千晃
1Aメロ：西島隆弘・末吉秀太
1Bメロ：宇野
1Cメロ（サビ）：宇野
1間奏：日高（ラップ）
2Aメロ：浦田直也・與真司郎
2Bメロ：伊藤
2Cメロ（サビ）：伊藤
2間奏：日高（ラップ）、宇野・伊藤（ラストサビ）
3Cメロ：宇野・伊藤
アウトロ
風に薫る夏の記憶(Instrumental)

### ミュージック・ビデオ
風に薫る夏の記憶
客演俳優：田中えみ・青山美郷・岡﨑大和
監督：須藤カンジ

### 着うた®
風に薫る夏の記憶(頭サビ：はじまりはver.)
風に薫る夏の記憶(1AB：二人で来たいなver.)
風に薫る夏の記憶(1サビ：刻みたい君とver.)
風に薫る夏の記憶(RAP：君といる今ver.)
風に薫る夏の記憶(2AB：隣にいたいなver.)
風に薫る夏の記憶(2サビ：迷うことはないからver.)
風に薫る夏の記憶(ラストサビ：もう一度あの夏にver.)

### 呼び出し音
[メロ]風に薫る夏の記憶(オルゴールver)
[うた]風に薫る夏の記憶(ラストサビ：もう一度あの夏にver.)

## タイアップ
- イトーヨーカドー「恋☆浴衣」TVCMソング
- イトーヨーカドー「COOL STYLE」TVCMソング